# Comuna de Recz
Recz (polaco: Gmina Recz) é uma gminy (comuna) na Polónia, na voivodia de Pomerânia Ocidental e no condado de Choszczeński.
De acordo com os censos de 2005, a comuna tem 5.768 habitantes, com uma densidade 32,0 hab/km².

## Área
Estende-se por uma área de 180,13 km².

## Demografia
Dados de 30 de Junho 2004:
|                      | Total   | Total | Mulheres | Mulheres | Homens  | Homens |
| -------------------- | ------- | ----- | -------- | -------- | ------- | ------ |
|                      | pessoas | %     | pessoas  | %        | pessoas | %      |
| População            | 5768    | 100   | 2920     | 50,6     | 2848    | 49,4   |
| Densidade (pop./km²) | 32      | 100   | 16,2     | 16,2     | 15,8    | 15,8   |

De acordo com dados de 2002, o rendimento médio per capita ascendia a 1532,96 zł.

## Comunas vizinhas
- Choszczno, Drawno, Dobrzany, Ińsko e Suchań.